# ابن الدمينة الأكلبي
عبد الله بن عبيد الله ابن الدمينة ألاكلبي  شاعر بدوي من قبيلة خثعم من العصر الأموي، ،  وينادى تلقيبا بأمه الدمينة بنت حذيفة من بني سلول وكنيته «أبا السري».
شاعر وفارس التحق بالجيش، يقال أنه كان جميل الخلقة، فصيح اللسان، شديد الغيَرة، من شعراء الغزل العفيف العذري، وكل شعره يتغنى بنجد وصباها ونسائمها العليلة، وفي شعره ما يدل على فصاحته وفطرته العذرية. توفي مغدوراً جنوب مكة عام 130 هـ.

## نسبه
عبد الله بن عبيد الله أحد بني عامر بن تيم اللات بن مبشر بن أكلب.

## مقتله
كان رجل من بني سلول يقال له مزاحم بن عمرو يذكر امرأة ‌ابن ‌الدمينة في اشعاره ويصف جسدهاومما جاء في مطلع قصيدته:
و حمَّادُ أو حمادة هو اسم زوجة ابن الدمينة، فلما سمع ابن الدمينة قول مزاحم أتى امرأته فقال: إن مزاحماً قد قال فيك ما قال. قالت: والله ما رأى منِّي ذلك الموضع قط. قال: فما علمه بالعلامات التي وصف؟ قالت: النساء أخبرنه. فلم يصدقها وقال: ابعثي إلى مزاحم يأتيك في موضع كذا وكذا، فأرسلت إلى مزاحم: أنك قد سمعت بي، وأنا أحبّ أن تأتيني - وواعدته موضعاً - فقعد ابن الدمينة وصاحب له، وأقبل مزاحم وهو يظن أنها في الموضع الذي واعدته. فخرج عليه ابن الدمينة وصاحبه، فأوثقاه وصرا صرة رملٍ فضرباه بها حتى مات، وأتى امرأته فقتلها، وقتل ابنة له منها، وطلبه السلوليون فلم يجدوه.
فخرج أخو مزاحم ويدعى مصعب في طلب ابن الدمينة، فأتى العبلاء وهي في عكاظ ووجد عندها ابن الدمينة ينشد شعراً عند جماعة من الناس فطعنه وجرحه وقبض على الاثنين وأودعا بالسجن ونظر السلطان في أمرهما فلم يثبت لمصعب عليه حقٌ فأطلقهما. فبينا ابن الدمينة بعد ذلك بسوق العبلاء رآه مصعب مرة آخرى  فقتله.

## من أشهر قصائده
- قصيدة ألا يا صبا نجد